# Topolšica
Topolšica je naselje u slovenskoj Općini Šoštanju. Topolšica se nalazi u pokrajini Štajerskoj i statističkoj regiji Savinjskoj. 

## Stanovništvo
Prema popisu stanovništva iz 2002. godine naselje je imalo 1,191 stanovnika.